# Asser Mbai
Asser Gabriel Mbai (* 29. November 1950 in Otjiwarongo, Südwestafrika) ist ein namibischer Politiker, ehemaliger Parteipräsident der National Unity Democratic Organisation of Namibia (NUDO) und Ex-Profifußballer.

## Lebensweg
Mbai besuchte für die schulische Ausbildung das Augustineum. Er hält ein Diplom in Unternehmertum (Abschlussjahr 2002) und ist ausgebildeter und zertifizierter Auktionator für Nutzvieh und Immobilien. Er war anschließend von 1972 bis 1990 als Radiomoderator bei der NBC. Zur gleichen Zeit war Mbai professioneller Fußballer und -manager bei den African Stars. Er war dem Club auch noch Ende der 2010er Jahre eng verbunden.

## Politische Karriere
1978 begann der parteipolitische Aufstieg von Mbai. Er war für 25 Jahre als politischer Berater des NUDO-Präsidenten tätig. Von 1992 bis 2004 besetzte Mbai verschiedene politische Position in der Region Otjozondjupa, unter anderem als Regionalratsmitglied für Okakarara. Von 2009 bis 2014 war er Vizeparteipräsident der NUDO. Im Juli 2014 stieg er in das Amt des NUDO-Präsidenten auf. Er gab das Amt nach internen Streitigkeiten 2019 ab und verlor auch sein seit 2005 eingenommenes Mandat in der Nationalversammlung.
Mbai trat bei der Präsidentschaftswahl 2014 als Kandidat an und kam mit 1,88 Prozent der Stimmen auf den vierten Platz.